# 李爾晨
李爾晨（英語：Kyle Lee，1992年7月4日—），原名李嘉豪，香港男藝人，2016年國際先生香港代表，2019年底加盟邵氏兄弟，2020年加盟無綫電視，2022年加入J2台，是22位J2ers之一。

## 簡歷
李氏早年就讀香港理工大學（2015年畢業），期間曾參選「2012 FACE UStar校花校草」入圍最後五強，同時是前香港男子甲一排球員以及2016年國際先生香港代表。他於2016年為球隊奪得甲一排球聯賽冠軍以及首個全港公開馬拉松排球賽冠軍，更於2017年衛冕。及後在「2017亞洲球會盃」奪得亞洲排名13，成為香港史上排名最高的香港球隊。
2019年加入邵氏兄弟國際影業有限公司，同年拍攝邵氏x優酷劇集《非凡三俠》飾演殺手。
2020年拍攝ViuTV劇集《男排女將》。，同年8月成為無綫電視藝員。2021年4月於尖沙咀開設健身室「Prestige Fitness」，2022年加入J2台，成為22位J2ers之一。
2022年，李氏主持無綫電視J2戀愛節目《CP訓練營》，表現受到網民注目，並憑此節目入圍《萬千星輝頒獎典禮2022》「最佳男主持」及「飛躍進步男藝員」。

## 演出作品

### 電視劇（無綫電視）
| 首播   | 劇名                     | 角色             |
| 2020年 | 愛·回家之開心速遞        | 客人（第977集）  |
| 2020年 | 愛·回家之開心速遞        | Brian（1044集）  |
| 2022年 | 回歸光影頌：母親的乒乓球 | 李 勁            |
| 2022年 | 超能使者                 | 男看護（第23集） |
| 2023年 | 隱形戰隊                 | 趙進榮           |
| 2023年 | 羅密歐與祝英台           | 梁山伯（青年）   |
| 2024年 | 逆天奇案2                | Gary             |
| 2024年 | 神耆小子                 |                  |
| 2025年 | 執法者們                 | 區明偉           |

### 主持節目（J2台）
| 首播   | 節目名     | 備註 |
| 2022年 | 搵鬼同你瞓 | 主持 |
| 2022年 | CP訓練營   | 主持 |

### 主持節目（無綫電視）
| 首播   | 節目名     | 備註   |
| 2022年 | 女王的密令 | 參加者 |

### 電視劇 (ViuTV)
- 2017年：《瑪嘉烈與大衛 前度特別篇 — 我願意》 飾演 Kyle

- 2018年：《身後事務所》 飾演 阿傑（第13集）

- 2019年：《婚內情》 飾演 Cyrus

- 2019年：《娛樂風雲》 飾演 男主角（男朋友Kyle）（第23-24集）、啊勝（第36集）

- 2020年：《男排女將》 飾演 何晉新（阿新）

### 電視劇 (邵氏兄弟)
- 2020年：《非凡三俠》 飾演 首席殺手

- 2022年：《飛虎3壯志英雄》 飾演 飛虎隊成員

- 2025年：《執法者們》 飾演 區明偉（Dennis）

### 電影
- 2013年：《微交少女》
- 2023年：《無間一戰》

### 音樂特輯
- 2024年：《戀上西沙》

## 獎項及提名
| 年份   | 頒獎單位             | 獎項           | 作品         | 結果 |
| ------ | -------------------- | -------------- | ------------ | ---- |
| 2022年 | 萬千星輝頒獎典禮2022 | 最佳男主持     | 《CP訓練營》 | 提名 |
| 2022年 | 萬千星輝頒獎典禮2022 | 飛躍進步男藝員 | 不適用       | 提名 |

## 外部連結
- 李爾晨的Instagram帳戶
- 李爾晨的Facebook專頁